# Rozhledna na Parkové hoře
Rozhledna na Parkové hoře (německý název Wolfgangturm, polský název Wieża widokowa na Górze Parkowej) se nachází na stejnojmenné hoře, v blízkosti centra města Bielawa v okrese Dzierżoniów, na okraji Sovích hor (polský název Góry Sowie), jejíž nejvyšší vrchol sahá do výše 455 m n. m.

## Historie
V červnu roku 1925 byla na vrcholu Parkové hory
(polský název Góra Parkowa) postavena první vyhlídková věž z oceli v okrese, které předcházely dvě dřevěné věže. Jejím zakladatelem byl EGV Langenbielau, již předsedal Wolfgang Dierig. Na jeho počest byla věž pojmenována jeho jménem (polský název Wieża Wolfganga), (německý název Wolfgangturm).
Jedná se o ocelovou konstrukci se dvěma vyhlídkovými plošinami, sahající do výše 9 metrů. Po 50 letech svého provozu se vyhlídková věž nedokázala vyrovnat s povětrnostními podmínkami a stala se objektem představující nebezpečí pro chodce a turisty.
V roce 1974 prošla věž kompletní rekonstrukcí. Kupříkladu byly vybetonovány základy věže, upraven okolní porost, ocelová konstrukce byla opatřena nátěrem na ochranu proti další korozi.
Mimo jiné Góra Parkowa je mnohdy nazývána Trpasličí hora (polský název Górą Krasnoludków) a to vzhledem k legendě Sovích hor (Gór Sowich).

## Rozhled
Z vrcholu věže je za dobré viditelnosti kruhový rozhled počínaje od Sovích hor po město Bielawa, Dzierżoniów, Piława Górna, jezero Zbiornik Sudety
a široké okolí.

## Přístup
Rozhledna je volně přístupná celoročně. Na Parkovou horu se lze dostat po žluté turistické značce: Góra Parkowa - Nowa Bielawa - Kalenica - Nowa Ruda
Také po žluté turistické značce: Góra Parkowa - Myśliszów - Owiesno - Piława Dolna - Gilów - Niemcza - Ostra Góra - Błotnica - Żelowice - Czerwieniec - Nieszkowice - Kazanów - Biały Kościół - Wawóz Pogródki - Gromnik - kopalnia w Jegłowej - Kaszówka - Strużyna - Przeworno